# 狐妖小红娘
《狐妖小紅娘》是庹小新編繪，盤絲大仙上色的一部漫画作品。連載於騰訊動漫，現成為騰訊動漫獨家版权动漫之一。漫画版每週三更，动画版每周五更。其在2015年6月26日推出動畫，並在騰訊動漫第2屆PV大賽中通過小組賽並在決賽中以35838票贏得第一，獲得長篇化名額。故事講述了以紅娘為職業的狐妖，在為各路转世戀人牽紅線的爱情故事。2018年7月曾因bilibili被央视点名批评而暂时下架，验查後重新上架。

## 劇情簡介
《狐妖小紅娘》的故事圍繞人與妖之間的愛情展開。根據古典小說記載，世上有人有妖，妖會與人相戀，妖壽命千萬年，人的壽命有限，人死了，妖活著。人會投胎轉世，但投胎以後，不記得上輩子的愛。妖如果癡情的話，就去找狐妖「購買」一項服務，讓投胎轉世的人，回憶起前世的愛。
狐妖紅娘（红线仙）這一個角色就這樣誕生，作品主要講述了以紅娘為職業的狐妖在為前世戀人牽紅線過程當中發生的一系列有趣、神秘的故事。

## 人物介紹

### 主要人物
白月初
配音：楊天翔（中文）／羽多野涉（日文）
男主角，東方月初的轉世，一氣道盟嚴格控制的人，後來因為涂山與一氣道盟500年前的契約獲得自由。癡迷於錢財與食物，與涂山蘇蘇有婚約。除了擁有涂山红红的妖力之外，自身也有著非比尋常的力量，右眼能放出虛空之淚。實際上為傲來國三少為復活東方月初而製造之特殊存在。
東方月初
配音：張杰、张予佟（少年時期）（中文）／羽多野涉、田中愛美（少年時期）（日文）
“月红篇”的男主角，是白月初前世、东方秦兰之子，與王權富貴是表兄弟，一氣道盟中有名的後起之秀，後成為盟主，能力超群，能使用純質陽炎和狐族法術。人称妖道。
少年时（10歲）因为携带者东方灵族的血脉，被虎鹤双仙和西门吹沙的追杀，遭灭门之难，孤注一掷逃到涂山避难，被涂山之主涂山红红所救，随后留在了涂山，從此喜歡上塗山紅紅並稱其為「妖仙姐姐」。在塗山做過臨時工，也學習法術。曾利用自己灵族血脉的秘密帮助涂山击退了金面火神率领侵犯涂山的一气道盟大军。成年后不久（19歲），曾准备在七夕节向涂山红红表白，但未能如愿。后来得知了涂山红红有一个希望人与妖和平共处的愿望，遂然决定离开涂山（20歲），加入一气道盟，并当上道盟首领，帮助涂山红红完成这个心愿。之後適逢黑狐作亂以致人妖嚴重失和之際，為昭告天下黑狐之存在於70歲時與涂山红红相約生死決鬥希望可以引出黑狐女王。與黑狐女王戰鬥重傷之際成功敞開紅紅之心扉並在臨死前與之簽訂轉世續緣，續緣法寶為虛空之淚（左眼）。因續緣之瑕疵導致其每次轉世皆從本魂剝離產生一副本，致使本魂殘破不堪，即將消散。如今其魂作為白月初之潛意識而存在著。
该角色在Bilibili Moe 2016动画角色人气大赛上获得了男子组的冠军。
塗山蘇蘇
配音：劉校妤（中文）／阿澄佳奈（日文）
本作女主角，塗山狐族的呆萌小狐狸一隻。總是攜帶各種零食，法力低微，仍有絕緣之爪。實為塗山紅紅本人，因為失去妖力而變小，也因為以記憶作為轉世續緣的代價而遺忘了一切。只有在特定條件下喝到白月初的血才能暫時恢復，稱白月初道士哥哥。
该角色在Bilibili Moe 2016 动画角色人气大赛上获得了女子组的冠军。
塗山紅紅
配音：劉校妤（中文）／阿澄佳奈（日文）
“月红篇”的女主角。原妖盟盟主。塗山妖力第一人，拥有绝缘之爪，可以空手接下任何法宝，是塗山蘇蘇本人及涂山雅雅和涂山容容的姐姐，人类道士东方月初的恋人。拥有妖皇称号。
幼年时曾被道士所虏，误杀了前来救自己的小道士，之后她继承了小道士的梦想，就是要让人与妖和平共处。为了现这个梦想，再加上对于误杀小道士的愧疚之心，使她一度无暇“爱上别人”。曾救過一名被虎鹤双仙和西门吹沙追杀，逃到涂山避难的少年─東方月初，並因東方月初用自己稀釋過的血配上水給他用洗手洗了三個月，使紅紅的手對純質陽炎有抗性，雙手可以承接一切法寶。後因东方月初於倉庫留下純質陽炎，故獲得了召喚純質陽炎之法。因與东方月初簽訂再世續緣以全部妖力及與东方月初相識的記憶為代價，失去妖力及记忆的涂山红红身体缩小变为涂山苏苏，忘掉了续缘之前的一切。
塗山雅雅
配音：張凱（中文）／米澤圓（日文）
塗山狐族的九尾天狐，是塗山容容、塗山蘇蘇的姐姐，涂山红红的妹妹，目前為塗山法力最強大者，妖盟領袖。之前由於對塗山蘇就是塗山紅紅的觀點的懷疑所以態度並不友善。十分思念塗山紅紅。腰間有一個無盡酒壺，喝了酒之後妖力會大增，妖力全開為九尾。將冰系法術練到頂端，習得絕對零域。與傲來三少關係似乎不單純。
塗山容容
配音：喬詩語（中文）／金元壽子（日文）
塗山狐族的千面妖狐，算無遺策的塗山二當家。有著千面妖容的稱號。塗山雅雅的妹妹。塗山管賬的，隨身攜帶算盤。容容的狐念之術如果稱第二，沒妖敢稱第一，教過東方月初望月掌，有一徒弟牛妖顏如玉。
王富貴
配音：魏超（中文）／桐井大介（日文）
有錢的花花公子，白月初的死對頭，道家兵人王權富貴的轉世，討厭妖怪以及别人叫他的名字，因为他觉得就是与清瞳的转世续缘，导致他被取名富贵，他觉得这个名字很土。
白裘恩
配音：圖特哈蒙（中文）／酒卷光宏（日文）
白月初的不良父親，一樣癡迷於錢財與食物。在黑暗的恐懼章節中偷取王權劍，並因王權劍掉落劈開了一座山破解黑狐女王的禁制，曾經想以五塊錢一斤的價格賣掉王權劍。似乎和傲來國有很深的淵源。現任一氣道盟疙瘩山小隊長。與傲來國三少爺之對話中透漏其疑似並非人類且實力極為強悍。

### 沙狐篇
梵雲飛
配音：邊江（中文）／立花慎之介（日文）
西西域皇子（後為西西域狐皇），沙狐，但是本身不怕水，與軍娘冰將軍厲雪揚簽訂再世續緣。對厲雪揚求婚了100次，說話結巴，只有「對不起我錯了，下次再也不敢了」這一句永遠流暢。因為初期失去法寶導致妖力下降，沙狐形態酷似土狗，因而被白月初取綽號為土狗，但人形十分俊美帥氣。在白月初的幫助下最終繼承皇位。
「南皇北帝，東西二狐」中的「西狐」。在王富貴向白月初解釋人和妖的差異時表示，梵雲飛、北山妖帝和毒皇等邊境妖王在妖怪之中也是屬於特別的。
厲雪揚
配音：唐小喜（中文）／今井麻美（日文）
現世的一位大小姐，前世為冰將軍厲雪揚，是梵雲飛前世的妻子（皇子妃），轉世後因未完整覺醒前世記憶而痛恨梵雲飛，在用憶夢錘恢復了部分記憶後還是對梵雲飛印象不好，但最終全部想起，答應了梵雲飛的求婚。
月映麗城（秘書——小麗）
配音：四刀輝彰（中文）／牧口真幸（日文）
沙狐，西西域皇子梵雲飛的青梅竹馬，在西西域的作用相當于管賬的。相當重視梵雲飛。
沙狐皇
配音：宝木中阳（中文）
沙狐皇帝。一心想讓兒子梵雲飛繼承皇位卻屢屢被族中長老所攔。曾經變成了梵雲飛的樣子去了酒樓，被厲雪揚看到並誤會。

### 尾生篇
胡尾生
配音：星潮
尾生篇男主角，是白月初的死黨，與月啼族族长月啼暇再續前緣。
月啼暇
配音：錢琛
尾生篇女主角

### 王權篇
清瞳
配音：閻萌萌（中文）／井上麻里奈（日文）
真身是蜘蛛精，身份是王家少奶奶，與王權富貴簽訂轉世續緣，實力強大，但妖力不高。小時候被王權富貴的師妹虐待，被王權富貴解救後種下情根。名字來源為王權富貴所言「上天賦予我看清世界的瞳眸」。
王權富貴
配音：魏超（中文）／桐井大介（日文）
王富貴前世，王權家族的少年天才，王權劍的使用者，從小被訓練為殺妖的武器，除命令殺妖外不得岀門，被家族視為斬殺妖怪的「兵人」，實力與東方月初不相上下，實際與東方月初為表兄弟（兩人母親是親姐妹），母親名為東方淮竹。生活沒有自由，但品性善良且顏值高，後來因愛上女妖清瞳，不再殺害任何妖怪，為了救所愛的女妖清瞳，不惜與家族對抗，帶清瞳離開家門時險失性命，被東方月初所救，後被黑狐女王殺死，與清瞳簽訂再世續緣。
王萬里（王富貴爺爺）
配音：張磊（中文）
一個好色的老頭，能計算被聚而不散的虛空之淚擊中的物體的著陸點，成功率為百分之八點二。知道許多不為人知的秘密。他戴的面具可能與竹業篇中出現的“面具”組織的法寶有一定的聯繫。
王權霸業
配音：范哲琛
王權富貴之父，「竹業篇」男主角。曾為組織「面具」之首領，後與同夥前往「圈外」時遇襲，「面具」幾乎全滅，只餘王權霸業及李家二少存活。後成為一氣道盟盟主。
風庭雲（小師妹）
配音：麗陽
五百年前，王權霸業分王權家為王家與權家，並任命風庭雲以外姓之身為權家之主，帶領一半族人遷往邊境來駐守邊境。她並得到王權霸業和李去濁傳承，成為邊境道門一代宗師。
為王權富貴的師妹，對其師兄王權富貴有好感。

### 月紅篇
東方月初
配音：張杰、张予佟（少年時期）（中文）／羽多野涉、田中愛美（少年時期）（日文）
天生靈力的東方一族以滅妖神火純質陽炎聞名天下。東方秦蘭的兒子東方月初從小便失去雙親，幼時在各勢力（金面火神）爭奪中，被塗山紅紅救下，在塗山待了十年，曾連送自己的血水三个月給塗山紅紅，使紅紅不怕純質陽炎，學習了塗山法術和純質陽炎。之後為了紅紅的夢想，加入一氣道盟後聲名鵲起，是一氣道盟中有名的後起之秀，人稱妖道，後晉升盟主，成為道界最強之人。以虚空之泪（左眼）作为续缘法宝与红红顶下转世续缘。
深愛著塗山紅紅，打算在七夕向她表白，卻未能成功。稱紅紅為妖仙姐姐
在救王權富貴的過程中，東方月初使用望月掌接下眾多弟子控制的飛劍又用純質陽炎重焠仙劍，一戰成名。
塗山紅紅
配音：劉校妤（中文）／阿澄佳奈（日文）
塗山之王、原妖盟盟主、雅雅與容容的姐姐，拥有妖皇的称号。有著如日中天的強大妖力，有史以來最強的塗山狐妖。乃是絕緣仙狐，擁有萬技克星，絕緣之爪。憑藉著強大無比的妖力與絕緣之爪，成為了涂山最強之人。幼年時曾被道士所抓，親手殺死了自己的救命恩人小道士，之後她繼承了小道士的夢想，就是要讓人和妖和平共處，後來她的妖力變的更加強大，但心中的傷痛依舊無法釋懷，直到小時候的東方月初出現為止，在黑狐的陰謀下與東方月初之間和人與妖之間的感情分崩離析，但最後終究合好，以自身全副妖力和相識記憶與東方月初轉世續緣，因此变小并成为了涂山苏苏。
莫小凡（小道士）
配音：飞花（中文）／森下由樹子（日文）
红红的救命恩人，自小因长相丑陋而被人厌弃，惟有一小狐妖愿陪其玩耍，因此喜欢妖怪。将要被卖向天仙楼的涂山红红和容容救出，却被红红误杀，尸体被存放在冰窟。他的死使紅紅愧疚一生，使紅紅為了人和妖間的和平而奔波，無心去管其他事，更無心愛人，直到東方月初的出現，才使紅紅對他的愧疚解開。
金人鳳
配音：郭政建（中文）／楠大典（日文）
覬覦東方家靈血，年輕時從蛭妖處學習換血之法，後假裝被仇家追殺，引得東方月初的外公相救，後拜入門下，以換血之法將自己的師父殺死後換血，而後馳騁江湖，人稱金面火神。被涂山紅紅和翠玉靈將體內的東方靈血換掉後，請求黑狐女王為他報仇，而後被黑狐女王殺掉。
塗山美美
配音：郭浩然（中文）／小林大紀（日文）
黑狐左使，原為一瀕死的小狐狸，被涂山雅雅和容容發現，之後為了讓涂山雅雅將目光注視在自己身上，努力修煉，後以涂山最小年紀成功修得人型。

### 北山妖帝篇
石寬（北山妖帝）
配音：圖特哈蒙（中文）／佐佐木啟夫、藤原夏海(少年時期)（日文）
原名石寬，諢號為毁灭天君，北山第一勇士。因从小骨骼惊奇，被服下子符，並負責保護公主，御妖國为了任用他暂时对外宣称其名為“何天宽”，实际叫作石宽。他與公主互有情愫，卻因人妖間的隔閡而沒有膽量示愛，最後妖怪革命軍攻至皇城外，石寬孤身一人守一城，公主亦於此場戰役中受暗算而亡，石寬從臨死的公主口中獲得子母符的破解之法，所以被眾妖擁立為「北山妖帝」。
「南皇北帝，東西二狐」中的「北帝」。在王富貴向白月初解釋人和妖的差異時表示，梵雲飛、北山妖帝和毒皇等邊境妖王在妖怪之中也是屬於特別的。
阿克占．布泰（御妖國公主）
配音：咩咩 （中文）／加隈亞衣（日文）
石寬的青梅竹馬，小時候就帶石寬到塗山的苦情樹下訂下轉世續緣。後來為了拯救石寬而與他人結為夫妻，並因此獲得御妖國第十八代王的破解子母符的方法，並授予石寬，使他解放眾妖，而自己則身死於城門下。
她的轉生最後成功與北山妖帝續緣。

### 千颜篇
颜如玉
配音：边江
本尊为空陷山牛鬼，形貌丑陋，后上涂山拜涂山容容为师学习涂山易容术，学成之后离开涂山，转至西域，成为善于变换多种美丽容貌的“千颜采花大盗”，不过在满月之光的照射下，妖力会渐渐散去，变回原形。因勾引多名“无知女子”而被妖捕通缉。遇到律笺文后，欲与之认真负责地交往，决定改过自新，行善事。
律笺文
配音：李诗萌
前世是一種變異的人族，擁有異於常人的靈敏嗅覺，該種族幼年期鼻子都會特別突出且醜陋，長大後成為西域妖捕，逮捕颜如玉途中被赤砂魔盗团所擒，被颜如玉救出，加上之後颜如玉为她的改过自新，认为颜如玉本性不坏，且對他的經歷感同身受，渐渐对其产生了感情。
现世为一名舞台剧编辑，排练《千颜采花大盗与女捕快不能说的秘密》时请颜如玉帮忙，教她男友易容术。因男友劈腿被颜如玉发现，与男友分手。此后不久，再次被赤砂魔盗团所绑。最后在颜如玉、白月初等人的帮助下击败了赤砂魔盗团。与颜如玉成功续缘。
无论现世和前世，她都有着灵敏的嗅觉，不管颜如玉样貌如何变换皆能将其认出。
赤砂魔盗团
配音：龙吟、李楠、张喆、陳張太康
犯罪团伙，由一龙（“赤须火龙”赤雷）、二虎（“五眉石虎”巨木）、三猫（“猫妖”夜魅）、四鼠（“雪域魔鼠”雪脏）等四只妖怪组成。

### 南国篇
平丘月初
配音：蘇尚卿
东方月初的转世，白月初的某个前世。幼年时就被一气道盟发现并带往涂山，他自幼備受大眾矚目，但是大眾所關注的並不是平丘月初，而是他是東方月初轉世的身份。他因此想尋回自我，不想自己永遠淪為東方月初的影子之下。最後因被涂山逼婚，決定逃往南国。后得到了南国公主欢都落兰的倾心。与枯木药仙一战后垂死，欢都落兰带其前往涂山起誓续缘。
他認為如果有人能以"平丘月初"的身分來正視他，他願為那個人而亡。
欢都落兰
配音：徐佳琦（中文）／內田真禮（日文）
南国公主，南国之王的独女，平丘月初的恋人，对涂山一族十分不屑，为了绕开涂山之法与平丘月初续缘，拼命研究古法，甚至不惜与黑狐勾结。
万毒之王唯一的女兒，擁有万毒之体。
欢都擎天
配音：大象
南国的皇室是"欢都一族"，人称"毒皇"、"万毒之王"，是欢都落兰的父亲。在年轻时，只凭一己之力，便扫平南国七十二路洞主叛乱。上了年纪后，不爱拼命;但为了女儿，一向不得罪人的他出手阻挡所有妨碍女儿的人。黑狐娘娘在月紅篇時已指出其壽命已超過一萬歲，是少數能達到萬年之壽的妖怪。
「南皇北帝，東西二狐」中的「南皇」。在王富貴向白月初解釋人和妖的差異時表示，梵雲飛、北山妖帝和毒皇等邊境妖王在妖怪之中也是屬於特別的。
青蛤
配音：星潮
南國公主的小跟班
毒公子
配音：金弦
南国公主座下五毒太保之一。号称一天只下一次毒，但每毒皆有出乎意料的变化。喜欢公主。曾无意间破坏公主闭关，致使公主与平丘月初以吻相识。
毒童子
配音：趙爽
南国公主座下五毒太保之一。實名高大強，天然呆性格。
毒娘子
配音：张喆
南国长老，南国公主座下五毒太保成员之一。因误以为丈夫被王权世家所杀，找王权富贵报仇。在王权富贵的帮助下，丈夫妖身封印解除，毒娘子得以与丈夫重逢。为报恩，毒娘子帮助王权富贵的转世王富贵找回当年王权富贵的风采。曾为清瞳主人
毒老子
配音：龍吟
南国公主座下五毒太保之一。南国公主皇叔。善使音波毒功，避无可避。
毒婆子
配音：馬程
南国公主座下五毒太保之一。毒老子之妻，怪力老婆子。

### 竹業篇
東方淮竹
配音：李詩萌
王權富貴之母，东方月初的大姨，王权家主的小夫人(曾化名初日淮竹)，提出「道門兵人」之計。
王權霸業
配音：谷江山
王權富貴之父
東方秦蘭
配音：趙爽
東方月初之母，王权富贵的小姨
金人鳳
配音：陳張太康（中文）／楠大典（日文）

### 金晨曦篇
木蔑
楊蔑的前世，楊一嘆的表弟。在楊一嘆的幫助下開了天眼，面具組織教會了他面具組織部分人的法術。曾經救過翠玉鳴鸞的命，和翠玉鳴鸞兩個人格一起闖蕩江湖，後兩人相愛，於塗山苦情樹下定下轉世情緣。
翠玉鳴鸞
水蛭精一族的族長翠玉靈之妹，因學生翠玉小曇被金人鳳（金面火神）所害，而打算找勾結金人鳳跟其一起誘騙小曇的三隻同族水蛭精報仇，在這期間遇見了續緣對象木蔑 ，並為救木蔑而被黑狐附身，後遇到其轉世楊蔑，得知此時的楊蔑喜歡其小師妹，打算與塗山簽訂“此世無緣”合同。
楊蔑
楊家年輕一代弟子裡的高手，被人稱為“面瓜”，智商不高，能同時駕馭兩個以上面具力量，有強迫症傾向。

### 其他角色
男老師
配音：龍吟
在王權篇首次出現，當時他斥責白月初上課向藥袋子上貼標籤(2厘1個)。他於南國篇再次出場，一出場則被南國公主用法術迷至昏睡。
小狐狸紅線仙
配音：蘇尚卿
偶像是白月初，法力低微，懂得人妖兩界的法律。
鑼佟
配音：季驁杰
最初出現在王權富貴篇，被清瞳用妖絲控制攻擊白月初。第二次出現在南國篇，受清瞳拜託教塗山蘇蘇做飯。
環毛粉軟怪
配音：音匣老鬼
同上
六手藍魔
配音：谷江山
同上
人面獅
配音：季驁杰
紅中
配音：寶木中陽
一氣道盟的妖警大隊長，四大妖捕之一。在王權篇以非法捉妖的名義扣除白月初大部分奬金。而在千顏篇時被夜魅打至重傷，在南國篇再次復出就被南國公主的纏風絲迷暈。
白板
配音：郭浩然
一氣道盟的妖警二隊長，四大妖捕之一。初次登场于白月初击败赤须火龙赤雷之后，将赤砂魔盗团逮捕归案，在南國篇再次登场就被南國公主的纏風絲迷暈。

### 傲來國
東方一個被迷霧濃罩着的島，有着深不可測的力量。
傲来雾，花果香，定海一棒万妖朝。
东海外，水帘中，齐天比高仙折腰。
妖界最为神秘的国度。白裘恩(曾是傲來國真正的二當家赤尻馬猴,在圈外鉅變時轉生成人型自稱至尊寶,此時相遇東方秦蘭,所以最新一話裡幽光大聖自稱傲來四當家是因為轉生過)與之有关系。
六耳彌猴
配音：李詩萌 （中文）／末柄里惠（日文）
傲來國二當家，實力高強，曾於北山妖帝攻擊塗山時協助抵禦。
三少爺
傲來國三當家，實力無比強大，曾擊退「圈外」生物並創造了可保護人妖的「圈」。
貌似正進行某項計畫，需要東方月初的復活。稱白裘恩為「前輩」(曾是傲來國真正的二當家赤尻馬猴,在圈外鉅變時轉生成人型自稱至尊寶,此時相遇東方秦蘭,所以最新一話裡幽光大聖自稱傲來四當家是因為轉生過)。特別製造出白月初這個特殊存在以利東方月初之復活。
真正大當家為通幽大聖 通臂猿猴
白月初 為以東方月初的薪火跟黃泉輪迴轉生術所創造的[天命人]

## 名詞解說
憶夢錘
狐妖道具之一，售價50萬(一說500萬)，用女媧補天煉石之柴火木所製，往錘中注入狐妖妖力敲擊双方頭部，人前世與妖相愛的記憶就能恢復。
九轉玄陰水
塗山狐妖於一百年前發明之物，只要把它放進水裏稀釋，便可撲滅純質陽炎。
天書
刀槍不入，苦情樹的樹漿化紙而成，因而與苦情樹心靈相通，所以能感知在苦情樹下許願的人們的故事，是紅線仙完成任務的不二幫手。會顯示許願的人和妖相愛往事的關鍵來提示紅線仙，幫助苦命的轉世戀人再續前緣，其方便程度實乃狐妖道具之首。塗山紅紅(塗山蘇蘇)的天書「純愛天篇」曾被白月初使用虛空之淚破壞。
厄喙獸
無實體，踏入其體內者，必將厄運纏身，是苦情樹的害蟲，一旦吃到苦情樹的果實會變得相當棘手，其最大的敵人是塗山雅雅。
苦情樹
生長在塗山的巨樹，葉子如同蒲公英，人和妖在這棵樹下起誓，加上紅線仙的幫助就能再續前緣。
純質陽炎
滅妖神火，500年前就已失传的灭妖神火純質陽炎，專門對付妖怪的神火。東方靈族是唯一可以使用純質陽炎的家族，在東方家破滅後，唯一會使用的人只有東方月初（王權富貴不會是因為沒看過秘笈）。東方月初曾在塗山廢棄倉庫裡留下一大團純質陽炎，只要簡單的召喚術，塗山狐妖就能召喚出那裡的純質陽炎。在百年後，白月初也能使用，因為其身體是傲來國用特殊方式製作的東方肉體血脈（純質陽炎會因為轉世而無法使用涂山案例是例外）。
虛空之淚
从外形上来看，虚空之泪和普通眼球并无差异，但虚空之泪包含着强大的能力，可以穿破一切物体或转移物体至虚空之境，在一地点放出，王富贵的爷爷会计算其落点，准确率百分之八点二。在五百年前东方月初临死之际曾将其作为与涂山红红“再世续缘”的关键道具。东方月初在世时，黑狐娘娘曾夺走一颗“虚空之泪”，剩下的一颗经过再世续缘，现在作为东方月初的转世─白月初的右眼而存在着。虛空之淚源於至高法力，卻生於悲痛之心，是超越常识的法宝，但因為道法力高深者大多清心寡慾，故極難修煉。可切碎空间，触及之物必粉身碎骨，但若泪聚而不散，只会将物或人带到其他空間。目前所知唯一成功煉成的人只有東方月初。
再世續緣
又稱“轉世續緣”，塗山法術兼主打服務。人與妖共同向苦情樹起誓，以妖和人相愛的記憶和部分妖力為祭品，封入人或妖其中一者的法寶中，再借狐妖之力把此法寶一分為二，人類手持半個法寶死去，法寶就會隨人的靈魂一起輪迴轉世，轉世的人會帶著半個法寶出生，只要再借助狐妖的幫助（狐妖的道具及力量），讓人和妖恢復記憶。再世續緣的人每次轉世只能易姓不易名。
红线仙
涂山一族有一套完善的培训体系，帮助族人系统地学习红线仙所需要的知识。经过了培训后，新人红线仙就可以去专门的零散缘分任务发布处接任务了。而新人红线仙，需要连续成功两个零散缘分任务后，才能升职为正牌红线仙。红线仙依靠手中的天书，帮助再世續緣的人或妖找到对方，做任务的开销可以刷红线证報。敌人是厄喙獸和黑狐。
狐妖之力
狐妖之力源於至情，情之所至，力之所生，而因情所生的力量又怎么不会被情所伤。(塗山紅紅誤殺小道士後一位塗山狐妖向塗山雅雅做的解釋)
絕緣之爪
塗山紅紅(塗山蘇蘇)可以凭借妖力徒手擒下所有法寶，是當時塗山紅紅（塗山蘇蘇）的法寶。

## 動畫
- 日語版在2017年7月1日至2017年12月16日於東京都會電視台播出。
- 劇場版在2021年8月14日於騰訊視頻播出。

### 製作人員
- 原作：庹小新
- 導演：王子軒、f導演
- 角色設計：孟豪范
- 作畫監督：孟奉德
- 音樂：IBG、沈怡、桂子油
- 主要配音：楊天翔、劉校妤、喬詩語、魏超、張傑、張凱
- 提供：騰訊動漫，bilibili
- 出品人：鄒正宇
- 製片：金陽芝
- 監製：杉肉蓋飯
- 總製片：李豪凌
- 副導演：董易
- 分鏡：方承辰
- 混音：鬼散櫻
- 導演：王昕

### 主題曲

#### 中文版
片頭曲
「愛You Ready愛我 Ready」（OP1沙狐篇）
作詞：劉北，作曲：格非，編曲：格非，主唱：孔陽
「夢回還」 （OP2王權篇）
作詞：濃縮排骨，作曲：戰場原妖精（SUTEIMA），編曲：SUTEIMA，主唱：呦貓UNEKO
(第21集作插入曲用)
「若當來世」（OP3月紅篇、北山妖帝篇）
作曲：LBG，作詞：琉璃菌，編曲：桂子油，吉他：阿甘，演唱：馬里奧、冥月
(第40、48、160集作插入曲用)
「銘記」（OP4千顏篇）
作曲：钱襄 沈辑，作詞：张汇泉 钱襄，編曲：钱襄 沈辑，混音：赵婧，演唱：呦猫UNEKO
「眾生」（OP5南國篇）
作曲：戰場原妖精，作詞：HAKU，編曲：戰場原妖精，演唱：Gary Chan、王靖喬 Silian Wong
「满庭芳」（OP6竹業篇）
作曲：桂子油，作詞：dracena，編曲：桂子油，演唱：Mr.mo
「我還記得」（OP7尾生篇）
作曲：曲揚，作詞：dracena，編曲：曲揚，混音：Evalia，演唱：shymie
「落空」（OP8金晨曦篇）
作曲／編曲／混音：Evalia，作詞：濃縮排骨，演唱：洛萱
「金色」（OP9沐天城篇）
作曲／編曲：桂子油、周俊成，作詞：dracena，演唱：kinoko蘑菇
「撲火」（OP10兩生花篇）
作曲：RiyO，編曲：魏子凡，混音：余成，作詞：濃縮排骨，演唱：賀婉婷
「归宗」（OP11无暮篇）
作曲：RiyO，編曲：RiyO、沈辑，混音：王天培，作詞：咘哩boli，演唱：醉雪
「未归人」（OP12镜花缘篇）
作曲、編曲：桂子油，混音：刘思宇，作詞：宋柏，演唱：陈乐一
片尾曲
「東流」（ED1御水珠篇、王權篇）
作詞：m.86，作曲：ed72，編曲：m.86，主唱：緋村柯北、灰老闆
「鈴舟」（ED2月紅篇）
作曲：林和夜，作詞：林和夜，編曲：林和夜，演唱：勻子
「君路」（ED3北山妖帝篇）
作曲：林和夜，作詞：林和夜，編曲：林和夜，演唱：大酥
「刻印」（ED4千顏篇）
作曲：Heartstrings，作詞：潇娘，演唱：朱梓溶
「迷陣」（ED5南國篇）
编曲：G Fun 、大塘燒臘， 混音：吳凡，
演奏：G Fun（管弦）、Lawi（吉他）、Arshang（吉他）、Kelvon（鋼琴）、大塘燒臘（管弦、吉他、鋼琴），
作詞：Eric Juu、大塘燒臘，演唱：Eric Juu、大塘燒臘
「寄」（ED6竹業篇）
作曲：桂子油，作詞：dracena，編曲：君乘舟，演唱：JMJ
(第160集作插入曲用)
「森林的秘密」（ED7尾生篇）
作曲：桂子油，作詞：dracena，編曲：桂子油，混音：Evalia，演唱：honey組合
「不易不移」（ED8金晨曦篇）
作曲／編曲／混音：ErazedFx，作詞：濃縮排骨，演唱：kinoko蘑菇
「未斷」（ED9沐天城篇）
作曲：卿語忱，編曲：卿語忱、李皓宇，混音：侯九亨，作詞：dracena，演唱：陳爽朗、王志毅
「左右」（ED10兩生花篇）
作曲：RiyO，編曲：魏子凡，混音：余成，作詞：濃縮排骨，演唱：魚仔
「轉瞬朝暮」（ED11无暮篇）
作曲：RiyO，編曲、混音：戰場原妖精，作詞：君知少年，演唱：Mr.Mo
「救赎的星轨」（ED12镜花缘篇）
作曲、編曲：桂子油，混音：刘思宇，作詞：宋柏，演唱：叫ぶ獣
插入曲
「相聚萬年樹」（第6集）
作詞：林和夜，作曲：林和夜，編曲：林和夜，主唱：林和夜、劉校妤
「下沙」（第12集）
作詞：林利南，作曲：游鴻明，編曲：桂子油，主唱：Z.H.I 「下沙 原唱：游鴻明」 
| 游鴻明 下沙 原唱版權 姓名標示 |
| --- |
| - 演唱：游鴻明 - 專輯：「2000 新情詩 下沙」 - 作詞：林利南 - 作曲：游鴻明 - 編曲：洪敬堯 - MV導演：林錦和 - 製作人：Peter Wong - 年份：2000.9.15 - 發行地區：台灣 - 歌曲語言：國語 - 專輯類型：錄音室專輯 - 歌曲類型：華語流行音樂 - 唱片公司：大宇國際唱片 - 歌曲版權：台灣索尼音樂娛樂 |
「此彼繪卷」（第20集）
作曲：林和夜，作詞：林和夜，演奏：彈棉花的GG，演唱：林和夜
「不忘」（第45集）
作曲：钱襄，作詞：张汇泉，编曲：沈辑，演唱：张恋歌
「岩心」（第46集）
作曲：林和夜，作詞：林和夜，编曲：林和夜，演唱：大帝
「雪年輪」（第59集（女聲版）、第62集（男聲版））
作曲：林和夜，作詞：林和夜，编曲：林和夜，演唱：林和夜（女聲版）、蘇尚卿（男聲版）
「白月初你到底行不行」（第64集）
作曲：王凱基，作詞：（未知），編曲：桂子油，演唱：毛毛（劉世超）
「围城」（第82集）
作曲：Evalia，作词：浓缩排骨，编曲：磁带君，演唱：Kinoko蘑菇／Mr.mo
「愿我」（第88集）
作曲／编曲／混音：磁带君，作词：浓缩排骨，演唱：呦猫UNEKO，制作：奶牛組，企划：riyo
「人間白首」（第98集）
作曲／编曲／混音：磁带君，作词：浓缩排骨，演唱：呦猫UNEKO，制作：奶牛文化
「頹淵」（第119集）
作曲／编曲：桂子油，作词：dracena，混音：evalia，演唱：shymie
「望山重」（第145集）
作曲：王謝波，编曲：魏子凡、王謝波，混音：余成，演唱：Kiya
「白月花红」（第164集）【劇場版月紅2片尾曲】
作詞、作曲：阿池、熊不困，編曲：张宗炜，主唱：李宏毅
概念主題曲
「時之風」（尾生篇）
作詞：李佳劼、云無魚，作曲：李佳劼，編曲：李佳劼，演唱：方曉東
「每一次」（金晨曦篇）
作詞：鄧舒月、袁文睿，作曲／編曲：袁文睿，混音：劉巍，演唱：賴美云
特別紀念曲
「念念」（動畫五周年）
作詞：浓缩排骨，作曲／編曲：Littlerzy，演唱：劉校妤、楊天翔、叫ぶ獣、李詩萌、閻萌萌、方曉東、蘇尚卿、徐佳琦、Mr.mo、勻子、谷江山、张杰
「天地一抹红」（動畫七周年）
作詞：言七序，作曲：FS-Studio，编曲：Sea云，混音：五音Jw，演唱：五音Jw
「小尘寰」（動畫七周年）
作詞：狐妖公子，作曲：音融三喜，编曲：影子宝宝，混音：小吴太太，演唱：小曲兒
「世间来过某个少年」（動畫七周年）
作詞：言七序，作曲：德莫MP5，編曲：筱筱雨沐，混音：姜冉，演唱：SMILE_小千
「碎碎圆圆」（動畫七周年）
作詞：浓缩排骨，作曲：刷牙(唐子超)，编曲：徐铭轩/刷牙，演唱：排骨教主
「千山诺」（動畫七周年）
作詞：洋尘，作曲：陈亦洺，编曲：陶云霏，混音：疯小漠，演唱：卡修RUI
「酒满无尽」（動畫七周年）
作詞：言七序，作曲／編曲：古奇光，演唱：HITA
「千般如我」（動畫七周年）
作詞：冥凰，作曲：伏旭，编曲：筱筱雨沐，混音：筱筱雨沐/沈钰博，演唱：小愛的媽

#### 日文版
片頭曲
「瞳染」（第1－12話）
作詞：潇娘，作曲：HeartStrings，主唱：蓮莉、RiyO
（第10話作插入曲用）
「万水依山」（第13－24話）
作詞：浓缩排骨，作曲、編曲：战场原妖精，主唱：
（第20話和第24話作插入曲用）
片尾曲
（第1－12話）
作詞、作曲：，編曲：HiDEX，主唱：
（第13－24話）
作詞、作曲：Yurin，編曲、主唱：
插入曲
「此彼绘卷」（第10話）
作詞、作曲、主唱：林和夜，二胡演奏：弹棉花的GG
「铃舟」（第16話）
作詞、作曲、編曲：林和夜，主唱：匀子
「不忘」（第23話）
作詞：張汇泉，作曲、編曲：钱襄、沈輯，主唱：张恋歌
「岩心」（第23話）
作詞、作曲：林和夜，編曲：林和夜、Riyo，主唱：大帝

### 各集列表

#### 中文版
| 正片                              | 正片                              | 正片                                                      | 正片                                         | 正片 | 彩蛋                       | 彩蛋                       | 首播日期                   | VIP首播日期                | SVIP首播日期               |
| 集數                              | 標題                              | 分鏡                                                      | 演出導演                                     | 作畫監督 | 標題                       | 作畫監督                   | 首播日期                   | VIP首播日期                | SVIP首播日期               |
| 第一季：下沙篇                    | 第一季：下沙篇                    | 第一季：下沙篇                                            | 第一季：下沙篇                               | 第一季：下沙篇 | 第一季：下沙篇             | 第一季：下沙篇             | 第一季：下沙篇             | 第一季：下沙篇             | 第一季：下沙篇             |
| --------------------------------- | --------------------------------- | --------------------------------------------------------- | -------------------------------------------- | --- | -------------------------- | -------------------------- | -------------------------- | -------------------------- | -------------------------- |
| 第一集                            | 不適用                            | 劉北                                                      | 黃一振                                       | 孟奉德 | 不適用                     | 不適用                     | 2015年6月26日              | 2015年6月26日              | 2015年6月26日              |
| 第二集                            | 不適用                            | 方承辰                                                    | 黃一振                                       | 孟奉德、權瑛來 孟豪范、李愍培 | 不適用                     | 不適用                     | 2015年7月10日              | 2015年7月10日              | 2015年7月10日              |
| 第三集                            | 不適用                            | 王昕                                                      | 黃一振                                       | 孟奉德、權瑛來 孟豪范、李愍培 | 不適用                     | 不適用                     | 2015年7月24日              | 2015年7月24日              | 2015年7月24日              |
| 第四集                            | 不適用                            | 方承辰                                                    | 承鋒                                         | 承鋒、雀用、孟大中 | 不適用                     | 不適用                     | 2015年8月7日               | 2015年8月7日               | 2015年8月7日               |
| 第五集                            | 不適用                            | 王昕                                                      | 方承辰                                       | 孟奉德 | 不適用                     | 不適用                     | 2015年8月21日              | 2015年8月21日              | 2015年8月21日              |
| 第六集                            | 不適用                            | 王昕                                                      | 方承辰                                       | 孟奉德、權瑛來 | 不適用                     | 不適用                     | 2015年9月6日               | 2015年9月6日               | 2015年9月6日               |
| 第七集                            | 不適用                            | 王昕                                                      | 林承鋒                                       | 林承鋒 | 不適用                     | 不適用                     | 2015年9月17日              | 2015年9月17日              | 2015年9月17日              |
| 第八集                            | 不適用                            | 方承辰                                                    | 方承辰、申起澈                               | 趙瑛來 孟奉德、孟豪范 | 不適用                     | 不適用                     | 2015年10月2日              | 2015年10月2日              | 2015年10月2日              |
| 第九集                            | 不適用                            | 王昕、董易                                                | 申起澈、孟禧江                               | 趙瑛來、孟奉德 | 不適用                     | 不適用                     | 2015年10月16日             | 2015年10月16日             | 2015年10月16日             |
| 第十集                            | 月初苏苏初吻达成 军娘霸气秒“渣男” | 王昕                                                      | 關抿沫                                       | 韓正履 | 不適用                     | 不適用                     | 2015年10月30日             | 2015年10月30日             | 2015年10月30日             |
| 第十一集                          | 蘇蘇月初「甜」蜜一吻，紅紅現身！  | 王博                                                      | 方承辰                                       | 孟慧真 | 不適用                     | 不適用                     | 2015年11月13日             | 2015年11月13日             | 2015年11月13日             |
| 第十二集                          | 表裡番揭開千年渣男真相（上）      | 方承辰、明佳瑛                                            | 方承辰                                       | 趙瑛來 孟奉德、韓正履 | 不適用                     | 不適用                     | 2015年11月27日             | 2015年11月27日             | 2015年11月27日             |
| 第十三集                          | 表裡番揭開千年渣男真相（下）      | 方承辰、明佳瑛                                            | 方承辰                                       | 趙瑛來 孟奉德、韓正履 | 不適用                     | 不適用                     | 2015年11月30日             | 2015年11月30日             | 2015年11月30日             |
| 第二季：王權富貴篇                |                                   |                                                           |                                              | |                            |                            |                            |                            |                            |
| 第十四集                          | 開始周更啦！                      | 王昕                                                      | 印太善                                       | 韓正履 | 不適用                     | 不適用                     | 2016年1月8日               | 2016年1月8日               | 2016年1月8日               |
| 第十五集                          | 波霸御姐蜘蛛精登場！              | 方承辰                                                    | 申昌燮                                       | 牟貞姬 | 不適用                     | 不適用                     | 2016年1月15日              | 2016年1月15日              | 2016年1月15日              |
| 第十六集                          | 激戰在圖書館！                    | 王昕                                                      | 申起澈                                       | 趙瑛來、孟奉德 | 不適用                     | 不適用                     | 2016年1月22日              | 2016年1月22日              | 2016年1月22日              |
| 第十七集                          | 虛空之淚                          | 王昕                                                      | 孟大勳                                       | 林真煜 | 不適用                     | 不適用                     | 2016年1月29日              | 2016年1月29日              | 2016年1月29日              |
| 第十八集                          | 前往塗山！                        | 樸志緣                                                    | 元昌喜                                       | 雀昺熙 | 不適用                     | 不適用                     | 2016年2月5日               | 2016年2月5日               | 2016年2月5日               |
| 第十九集                          | 天地一劍 王權世家！               | 方承辰                                                    | 申紀澈                                       | 韓正履 | 不適用                     | 不適用                     | 2016年2月19日              | 2016年2月19日              | 2016年2月19日              |
| 第二十集                          | 你是我的眼                        | 王昕                                                      | 孟大勳                                       | 孟大勳 | 不適用                     | 不適用                     | 2016年2月26日              | 2016年2月26日              | 2016年2月26日              |
| 第二十一集                        | 相視一笑輕王權！                  | 王昕                                                      | 洪鳳均                                       | 趙瑛來、孟奉德 | 不適用                     | 不適用                     | 2016年3月4日               | 2016年3月4日               | 2016年3月4日               |
| 第二十二集                        | 千古第一人 東方月初登場！         | 王昕                                                      | 關抿沫                                       | 韓正履 | 不適用                     | 不適用                     | 2016年3月11日              | 2016年3月11日              | 2016年3月11日              |
| 第二十三集                        | 一億元巨債，休想我來還！          | 王昕                                                      | 孟祈南                                       | 張喜圭 | 不適用                     | 不適用                     | 2016年3月18日              | 2016年3月18日              | 2016年3月18日              |
| 第二十四集                        | 您的好友南國公主已上線！          | 方承辰、權五炫                                            | 申紀澈                                       | 趙瑛來、孟奉德 | 不適用                     | 不適用                     | 2016年3月25日              | 2016年3月25日              | 2016年3月25日              |
| 第二十五集                        | 蘇蘇之死？白月初vs.塗山雅雅       | 樸志緣                                                    | 雀鍾基、李富熙                               | 林真煜 | 不適用                     | 不適用                     | 2016年4月1日               | 2016年4月1日               | 2016年4月1日               |
| 第二十六集                        | 九尾天狐戰力全開！蘇蘇生死成謎。  | 王昕                                                      | 張喜圭                                       | 孟祈南 | 不適用                     | 不適用                     | 2016年4月8日               | 2016年4月8日               | 2016年4月8日               |
| 第二十七集                        | 傳說狐妖紅紅現身！本集有驚喜！    | 方承辰                                                    | 關抿沫                                       | 韓正履 | 不適用                     | 不適用                     | 2016年4月15日              | 2016年4月15日              | 2016年4月15日              |
| 第三季：月紅篇+北國篇(北山妖帝篇) |                                   |                                                           |                                              | |                            |                            |                            |                            |                            |
| 第二十八集                        | 月紅篇如期到來！                  | 王昕                                                      | 申起澈                                       | 趙瑛來 | 不適用                     | 不適用                     | 2016年6月24日              | 2016年6月24日              | 2016年6月24日              |
| 第二十九集                        | 火神來襲，塗山大危機！            | 王昕                                                      | 廉京德                                       | 李時旼、趙瑛來 | 不適用                     | 不適用                     | 2016年7月1日               | 2016年7月1日               | 2016年7月1日               |
| 第三十集                          | 你的手穿透我胸膛                  | 王昕                                                      | 趙俊英                                       | 牟貞姬 | 不適用                     | 不適用                     | 2016年7月8日               | 2016年7月8日               | 2016年7月8日               |
| 第三十一集                        | 人間再無東方                      | 王昕                                                      | 韓正履                                       | 韓正履 | 不適用                     | 不適用                     | 2016年7月15日              | 2016年7月15日              | 2016年7月15日              |
| 第三十二集                        | 相伴十年 一朝離別                 | 王昕、車東釋                                              | 申起澈                                       | 趙瑛來、李時旼 | 不適用                     | 不適用                     | 2016年7月22日              | 2016年7月22日              | 2016年7月22日              |
| 第三十三集                        | 五十年前，我就願意了……            | 王昕、李東益                                              | 徐聖鍾                                       | 韓永勳 | 不適用                     | 不適用                     | 2016年7月29日              | 2016年7月29日              | 2016年7月29日              |
| 第三十四集                        | 蘇蘇上線 正體判明                 | 王昕                                                      | 廉京德                                       | 趙瑛來、李時旼 | 不適用                     | 不適用                     | 2016年8月5日               | 2016年8月5日               | 2016年8月5日               |
| 第三十五集                        | 病嬌姐控 塗山美美登場             | 方承辰                                                    | 韓正履                                       | 韓正履 | 不適用                     | 不適用                     | 2016年8月12日              | 2016年8月12日              | 2016年8月12日              |
| 第三十六集                        | 黑狐的夢魘 蘇蘇暴走               | 趙俊英                                                    | 趙俊英                                       | 牟貞姬 | 不適用                     | 不適用                     | 2016年8月19日              | 2016年8月19日              | 2016年8月19日              |
| 第三十七集                        | 因情而生 為愛而傷                 | 王昕                                                      | 廉京德                                       | 李時旼、趙瑛來 | 不適用                     | 不適用                     | 2016年8月26日              | 2016年8月26日              | 2016年8月26日              |
| 第三十八集                        | 我想要的，只有她！                | 成百燁                                                    | 申起澈                                       | 李東益 李時旼、趙瑛來 | 不適用                     | 不適用                     | 2016年9月2日               | 2016年9月2日               | 2016年9月2日               |
| 第三十九集                        | 在夢中與你相見                    | 王昕                                                      | 金明賢                                       | 許亨准 | 不適用                     | 不適用                     | 2016年9月9日               | 2016年9月9日               | 2016年9月9日               |
| 第四十集                          | 繁花盡放 為愛遠走                 | 樸智妍                                                    | 韓正履                                       | 韓正履、趙瑛來 | 不適用                     | 不適用                     | 2016年9月16日              | 2016年9月16日              | 2016年9月16日              |
| 第四十一集                        | 北山妖帝再臨 塗山反攻開始         | 李東益                                                    | 趙俊英                                       | 牟貞姬 | 不適用                     | 不適用                     | 2016年11月18日             | 2016年11月18日             | 2016年11月18日             |
| 第四十二集                        | 群妖噩夢 道門兵人                 | 李東益、王昕                                              | 韓正屢                                       | 鄭賢洙 | 不適用                     | 不適用                     | 2016年11月25日             | 2016年11月25日             | 2016年11月25日             |
| 第四十三集                        | 神火現世戰妖帝                    | 崔信哲                                                    | 金明賢                                       | 徐正德 | 不適用                     | 不適用                     | 2016年12月2日              | 2016年12月2日              | 2016年12月2日              |
| 第四十四集                        | 氣吞天地 力挫黑狐                 | 崔信哲                                                    | 金昌貴                                       | 許亨准、趙瑛來 | 不適用                     | 不適用                     | 2016年12月9日              | 2016年12月9日              | 2016年12月9日              |
| 第四十五集                        | 一夫當關 萬妖莫開                 | 崔信哲                                                    | 金二星、金成一                               | 李時旼、趙瑛來 徐正德、金二星 | 不適用                     | 不適用                     | 2016年12月16日             | 2016年12月16日             | 2016年12月16日             |
| 第四十六集                        | 以我之命 換你之名                 | 方承辰                                                    | 金東南                                       | 李時旼、趙瑛來 徐正德、嚴翼鉉 | 不適用                     | 不適用                     | 2016年12月23日             | 2016年12月23日             | 2016年12月23日             |
| 第四十七集                        | 不適用                            | 崔信哲                                                    | 韓正屢                                       | 韓正屢、鄭賢洙 | 不適用                     | 不適用                     | 2016年12月30日             | 2016年12月30日             | 2016年12月30日             |
| 第四十八集                        | 我們結婚啦                        | 成百燁、王昕                                              | 金明賢                                       | 李東旭 | 不適用                     | 不適用                     | 2017年1月6日               | 2017年1月6日               | 2017年1月6日               |
| 第四季：千顏篇                    |                                   |                                                           |                                              | |                            |                            |                            |                            |                            |
| 第四十九集                        | 千顏篇開啟                        | 崔信哲、王昕                                              | 廉京德                                       | 趙瑛來 | 不適用                     | 不適用                     | 2017年2月24日              | 2017年2月24日              | 2017年2月24日              |
| 第五十集                          | 本集特別長                        | 成百燁、王昕                                              | 廉京德、元太星                               | 趙瑛來 權恩京、李美英 | 不適用                     | 不適用                     | 2017年3月3日               | 2017年3月3日               | 2017年3月3日               |
| 第五十一集                        | OP來啦                            | 王昕                                                      | 金周錫                                       | 李富熙 | 不適用                     | 不適用                     | 2017年3月10日              | 2017年3月10日              | 2017年3月10日              |
| 第五十二集                        | 狗血大戲正上演 OP特效又更換       | 王昕、成百燁                                              | 金周錫                                       | 李富熙 | 不適用                     | 不適用                     | 2017年3月17日              | 2017年3月17日              | 2017年3月17日              |
| 第五十三集                        | 月光下的真相                      | 王昕、崔信哲                                              | 金明賢                                       | 李富熙 | 不適用                     | 不適用                     | 2017年3月24日              | 2017年3月24日              | 2017年3月24日              |
| 第五十四集                        | 你成功引起了我的注意！            | 王昕、樸營喆                                              | 李興洙                                       | 樸愛利 李政權、李盛權 | 不適用                     | 不適用                     | 2017年3月31日              | 2017年3月31日              | 2017年3月31日              |
| 第五十五集                        | 用繩命撩妹 採花盜不走尋常路       | 王昕                                                      | 樸枑秀                                       | 崔仁燮 | 不適用                     | 不適用                     | 2017年4月7日               | 2017年4月7日               | 2017年4月7日               |
| 第五十六集                        | 用生命許下諾言                    | 王昕                                                      | 金昌貴                                       | 徐亨准 | 不適用                     | 不適用                     | 2017年4月14日              | 2017年4月14日              | 2017年4月14日              |
| 第五十七集                        | 你眼中的我，永遠是一個罪犯……      | 王昕                                                      | 金東南                                       | 趙瑛來、李東益 權恩京、李美英 | 不適用                     | 不適用                     | 2017年4月21日              | 2017年4月21日              | 2017年4月21日              |
| 第五十八集                        | 你有沒有……愛過我？                | 王昕、成百燁                                              | 金明賢                                       | 權五植 | 不適用                     | 不適用                     | 2017年4月28日              | 2017年4月28日              | 2017年4月28日              |
| 第五十九集                        | 再見了，顏如玉                    | 王昕                                                      | 徐聖鍾                                       | 李德鎬 | 不適用                     | 不適用                     | 2017年5月5日               | 2017年5月5日               | 2017年5月5日               |
| 第六十集                          | 我聽見了惡魔的耳語                | 王昕                                                      | 金周錫                                       | 李富熙 | 不適用                     | 不適用                     | 2017年5月12日              | 2017年5月12日              | 2017年5月12日              |
| 第六十一集                        | 重逢已成陌路人                    | 王昕、禹勝煜                                              | 林真煜                                       | 樸愛利、李盛林 | 不適用                     | 不適用                     | 2017年5月19日              | 2017年5月19日              | 2017年5月19日              |
| 第六十二集                        | 天涯思姝不可忘                    | 王昕、崔信哲                                              | 張范鐵                                       | 張范鐵 | 不適用                     | 不適用                     | 2017年5月26日              | 2017年5月26日              | 2017年5月26日              |
| 第六十三集                        | 守得雲開見「月」明                | 王昕、成百燁                                              | 金明賢                                       | 權五值 | 不適用                     | 不適用                     | 2017年6月2日               | 2017年6月2日               | 2017年6月2日               |
| 第五季：南國篇                    |                                   |                                                           |                                              | |                            |                            |                            |                            |                            |
| 第六十四集                        | 蘇蘇回來啦！！                    | 禹勝煜                                                    | 金明賢                                       | 權榮祥 | 不適用                     | 不適用                     | 2017年11月24日             | 2017年11月24日             | 2017年11月24日             |
| 第六十五集                        | 你們的好友白月雞已上線            | 崔訓哲                                                    | 金二星                                       | 金二星 | 不適用                     | 不適用                     | 2017年12月1日              | 2017年12月1日              | 2017年12月1日              |
| 第六十六集                        | 尷尬而又不失禮貌的邂逅            | 成百燁                                                    | 金昌貴                                       | 許亨准 | 不適用                     | 不適用                     | 2017年12月8日              | 2017年12月8日              | 2017年12月8日              |
| 第六十七集                        | 是公子不是君子！                  | 李東益                                                    | 廉京德                                       | 李美英 吴炫兒、李政動 | 不適用                     | 不適用                     | 2017年12月15日             | 2017年12月15日             | 2017年12月15日             |
| 第六十八集                        | 东方王权两大男神再登场！          | 王昕                                                      | 許尹嘉                                       | 陳韋寧 | 不適用                     | 不適用                     | 2017年12月22日             | 2017年12月22日             | 2017年12月22日             |
| 第六十九集                        | 燃命之技王权剑意                  | 王昕                                                      | 安成哲                                       | 張欣欣 | 不適用                     | 不適用                     | 2017年12月29日             | 2017年12月29日             | 2017年12月29日             |
| 第七十集                          | 苏苏智商上线                      | 王昕                                                      | 不適用                                       | 朱明杰 | 不適用                     | 不適用                     | 2018年1月5日               | 2018年1月5日               | 2018年1月5日               |
| 第七十一集                        | 傲娇男氪命战斗为哪般              | 王昕                                                      | 安藤健                                       | 不適用 | 不適用                     | 不適用                     | 2018年1月12日              | 2018年1月12日              | 2018年1月12日              |
| 第七十二集                        | 尘封在记忆中的你                  | 王昕                                                      | 許尹嘉                                       | 陳韋寧 | 不適用                     | 不適用                     | 2018年1月19日              | 2018年1月19日              | 2018年1月19日              |
| 第七十三集                        | 拼尽全力 死又何妨                 | 王昕                                                      | 不適用                                       | 不適用 | 不適用                     | 不適用                     | 2018年1月26日              | 2018年1月26日              | 2018年1月26日              |
| 第七十四集                        | 进击的白切鸡                      | 王昕                                                      | 林承鋒                                       | 趙勛 林承鋒、田鍾民 | 不適用                     | 不適用                     | 2018年2月2日               | 2018年2月2日               | 2018年2月2日               |
| 第七十五集                        | 平丘落兰初遇 不算浪漫的开局       | 王昕                                                      | 不適用                                       | 朱明杰 | 不適用                     | 不適用                     | 2018年3月9日               | 2018年3月9日               | 2018年3月9日               |
| 第七十六集                        | 人渣改造计划启动！                | 王昕                                                      | 趙勛、李承鋒                                 | 趙勛、林承鋒 田鍾民、延如葸 | 不適用                     | 不適用                     | 2018年3月16日              | 2018年3月16日              | 2018年3月16日              |
| 第七十七集                        | 气质美男炼成法                    | 王昕                                                      | 不適用                                       | 不適用 | 不適用                     | 不適用                     | 2018年3月23日              | 2018年3月23日              | 2018年3月23日              |
| 第七十八集                        | 平丘月初的万毒之体                | 王昕                                                      | 不適用                                       | 不適用 | 不適用                     | 不適用                     | 2018年3月30日              | 2018年3月30日              | 2018年3月30日              |
| 第七十九集                        | 南国公主的吃货本色                | 王昕                                                      | 不適用                                       | 朱明傑 | 不適用                     | 不適用                     | 2018年4月13日              | 2018年4月13日              | 2018年4月13日              |
| 第八十集                          | 月夜诉衷情                        | 王昕                                                      | 林承鋒                                       | 趙勛、林承鋒 田鍾民、延如葸 | 不適用                     | 不適用                     | 2018年4月20日              | 2018年4月20日              | 2018年4月20日              |
| 第八十一集                        | 重入虎口，只为与你逆天改命        | 王昕                                                      | 不適用                                       | 不適用 | 不適用                     | 不適用                     | 2018年4月27日              | 2018年4月27日              | 2018年4月27日              |
| 第八十二集                        | 孤军奋战 只求一线生机             | 王昕                                                      | 不適用                                       | 不適用 | 不適用                     | 不適用                     | 2018年5月4日               | 2018年5月4日               | 2018年5月4日               |
| 第八十三集                        | 以我半生自由 换你一世平安         | 王昕                                                      | 梁真哲、金亭一                               | 李成材、韓正履 | 不適用                     | 不適用                     | 2018年5月11日              | 2018年5月11日              | 2018年5月11日              |
| 第八十四集                        | 萌王苏苏上线放大招                | 王昕                                                      | 不適用                                       | 朱明傑 | 不適用                     | 不適用                     | 2018年5月18日              | 2018年5月18日              | 2018年5月18日              |
| 第八十五集                        | 红红素手撕黑狐 妖力全开           | 王昕                                                      | 許尹嘉                                       | 不適用 | 不適用                     | 不適用                     | 2018年5月25日              | 2018年5月25日              | 2018年5月25日              |
| 第八十六集                        | 南国公主的真正愿望                | 王昕                                                      | 不適用                                       | 宋光国 | 不適用                     | 不適用                     | 2018年6月1日               | 2018年6月1日               | 2018年6月1日               |
| 第八十七集                        | 东方月初的多副本转世之谜          | 王昕                                                      | 金祈南                                       | 韓明熙、金山 | 不適用                     | 不適用                     | 2018年6月8日               | 2018年6月8日               | 2018年6月8日               |
| 第八十八集                        | 以我血泪见证你一生执着            | 王昕                                                      | 不適用                                       | 五毒太保 | 不適用                     | 不適用                     | 2018年6月15日              | 2018年6月15日              | 2018年6月15日              |
| 第八十九集                        | 南国篇大结局                      | 王昕                                                      | 李政權、李興誅                               | 黃美貞 | 不適用                     | 不適用                     | 2018年6月22日              | 2018年6月22日              | 2018年6月22日              |
| 第六季：竹业篇                    |                                   |                                                           |                                              | |                            |                            |                            |                            |                            |
| 第九十集                          | 不適用                            | 王昕                                                      | 梁真哲 田炳喆、金周錫                        | 趙瑛來、金蒼海 金山、田鐘民 | 動畫四周年(上)             | 不適用                     | 2019年3月1日               | 2019年3月1日               | 2019年3月1日               |
| 第九十一集                        | 不適用                            | 王昕                                                      | 不適用                                       | 陳韋寧 | 動畫四周年(下)             | 不適用                     | 2019年3月8日               | 2019年3月1日               | 2019年3月1日               |
| 第九十二集                        | 不適用                            | 王昕                                                      | 梁真哲、金周錫、姜一求                       | 趙瑛來、金蒼海 田鐘民、韓明熙 | 出遊篇(上)                 | 史弘毅                     | 2019年3月15日              | 2019年3月8日               | 2019年3月8日               |
| 第九十三集                        | 不適用                            | 王昕                                                      | 不適用                                       | 史弘毅 | 出遊篇(下)                 | 史弘毅                     | 2019年3月22日              | 2019年3月15日              | 2019年3月15日              |
| 第九十四集                        | 不適用                            | 王昕                                                      | 不適用                                       | 史弘毅 | 未播出片段(1)              | 不適用                     | 2019年3月29日              | 2019年3月22日              | 2019年3月22日              |
| 第九十五集                        | 不適用                            | 王昕                                                      | 梁真哲、金周錫 姜一求、金正哲                | 趙瑛來 金蒼海、田鐘民 韓明熙、李成在 | 未播出片段(2)              | 田鐘民、韓明熙             | 2019年4月5日               | 2019年3月29日              | 2019年3月29日              |
| 第九十六集                        | 不適用                            | 王昕                                                      | 不適用                                       | 史弘毅 | 未播出片段(3)              | 田鐘民、韓明熙             | 2019年4月12日              | 2019年4月5日               | 2019年4月5日               |
| 第九十七集                        | 不適用                            | 王昕                                                      | 陳韋寧                                       | 陳韋寧、吳曉蓉 | 本集無彩蛋                 | 本集無彩蛋                 | 2019年4月19日              | 2019年4月12日              | 2019年4月12日              |
| 第九十八集                        | 不適用                            | 王昕                                                      | 許尹嘉、黃耀邦                               | 陳韋寧、吳曉蓉 | 本集無彩蛋                 | 本集無彩蛋                 | 2019年4月26日              | 2019年4月19日              | 2019年4月19日              |
| 第九十九集                        | 不適用                            | 王昕                                                      | 梁真哲、金周錫 姜一求、金正哲                | 趙瑛來 田鐘民、韓明熙 李成在、金首號 | 未播出片段(4)              | 田鐘民、韓明熙             | 2019年5月3日               | 2019年4月26日              | 2019年4月26日              |
| 第一百集                          | 不適用                            | 王昕                                                      | 不適用                                       | 史弘毅 | 本集無彩蛋                 | 本集無彩蛋                 | 2019年5月10日              | 2019年5月3日               | 2019年5月3日               |
| 第一百零一集                      | 不適用                            | 王昕                                                      | 梁真哲 金周錫、姜一求                        | 趙瑛來 田鐘民、韓明熙 | 本集無彩蛋                 | 本集無彩蛋                 | 2019年5月17日              | 2019年5月10日              | 2019年5月10日              |
| 第七季：尾生篇                    |                                   |                                                           |                                              | |                            |                            |                            |                            |                            |
| 第一百零二集                      | 不適用                            | 王昕                                                      | 梁真哲 李興洙、金周錫                        | 趙瑛來、金蒼海 田鐘民、韓明熙 | 不適用                     | 不適用                     | 2019年11月22日             | 2019年11月22日             | 2019年11月22日             |
| 第一百零三集                      | 不適用                            | 王昕                                                      | 不適用                                       | 不適用 | 不適用                     | 不適用                     | 2019年11月29日             | 2019年11月22日             | 2019年11月22日             |
| 第一百零四集                      | 不適用                            | 王昕                                                      | 梁真哲、李興洙                               | 趙瑛來、李政權 | 不適用                     | 不適用                     | 2019年12月6日              | 2019年11月29日             | 2019年11月29日             |
| 第一百零五集                      | 不適用                            | 王昕                                                      | 方承辰                                       | 李德鎬、金多仁 | 不適用                     | 不適用                     | 2019年12月13日             | 2019年12月6日              | 2019年12月6日              |
| 第一百零六集                      | 不適用                            | 許尹嘉、驪黎明                                            | 梁真哲、李興洙 金周錫、姜一求                | 趙瑛來、金真英 田鐘民、韓明熙 | 不適用                     | 不適用                     | 2019年12月20日             | 2019年12月13日             | 2019年12月13日             |
| 第一百零七集                      | 不適用                            | 王昕、驪黎明                                              | 不適用                                       | 陳韋寧 吳曉蓉、陳盈伃 | 不適用                     | 不適用                     | 2019年12月27日             | 2019年12月20日             | 2019年12月20日             |
| 第一百零八集                      | 不適用                            | 王昕                                                      | 梁真哲、李興洙 金周錫、姜一求                | 趙瑛來、金真英 田鐘民、韓明熙 | 不適用                     | 不適用                     | 2020年1月3日               | 2019年12月27日             | 2019年12月27日             |
| 第一百零九集                      | 不適用                            | 王昕                                                      | 不適用                                       | 不適用 | 不適用                     | 不適用                     | 2020年1月10日              | 2020年1月3日               | 2020年1月3日               |
| 第一百一十集                      | 不適用                            | 王昕                                                      | 梁真哲、金周錫、姜一求                       | 趙瑛來、李政權 田鐘民、韓明熙 | 不適用                     | 不適用                     | 2020年1月17日              | 2020年1月10日              | 2020年1月10日              |
| 第一百一十一集                    | 不適用                            | 王昕                                                      | 梁真哲、李興洙                               | 趙瑛來、李政權 | 不適用                     | 不適用                     | 2020年1月24日              | 2020年1月17日              | 2020年1月17日              |
| 第八季：金晨曦篇                  |                                   |                                                           |                                              | |                            |                            |                            |                            |                            |
| 第一百一十二集                    | 不適用                            | 王昕                                                      | 不適用                                       | 不適用 | 不適用                     | 不適用                     | 2020年6月19日              | 2020年6月19日              | 2020年6月19日              |
| 第一百一十三集                    | 不適用                            | 王昕                                                      | 不適用                                       | 不適用 | 不適用                     | 不適用                     | 2020年6月26日              | 2020年6月19日              | 2020年6月19日              |
| 第一百一十四集                    | 不適用                            | 王昕                                                      | 梁真哲、李興洙 金周錫、姜一求                | 趙瑛來、李政權 金真英、田鐘民 韓明熙、閔賢淑 | 不適用                     | 不適用                     | 2020年7月3日               | 2020年6月26日              | 2020年6月26日              |
| 第一百一十五集                    | 不適用                            | 王昕                                                      | 不適用                                       | 不適用 | 不適用                     | 不適用                     | 2020年7月10日              | 2020年7月3日               | 2020年7月3日               |
| 第一百一十六集                    | 不適用                            | 王昕                                                      | 不適用                                       | 不適用 | 不適用                     | 不適用                     | 2020年7月17日              | 2020年7月10日              | 2020年7月10日              |
| 第一百一十七集                    | 不適用                            | 王昕                                                      | 梁真哲、李興洙 金周錫、李典鐘                | 趙瑛來、金真英 田鐘民、黃美貞 | 不適用                     | 不適用                     | 2020年7月24日              | 2020年7月17日              | 2020年7月17日              |
| 第一百一十八集                    | 不適用                            | 王昕                                                      | 不適用                                       | 朱明杰、張斯中 | 不適用                     | 不適用                     | 2020年7月31日              | 2020年7月24日              | 2020年7月24日              |
| 第一百一十九集                    | 不適用                            | 王昕                                                      | 梁真哲 李興洙、李典鐘                        | 趙瑛來 金真英、黃美貞 | 不適用                     | 不適用                     | 2020年8月7日               | 2020年7月31日              | 2020年7月31日              |
| 第一百二十集                      | 不適用                            | 王昕                                                      | 不適用                                       | 朱明杰、張斯中 | 不適用                     | 不適用                     | 2020年8月14日              | 2020年8月7日               | 2020年8月7日               |
| 第一百二十一集                    | 不適用                            | 王昕                                                      | 梁真哲、李興洙 金周錫、李典鐘                | 趙瑛來、金真英 田鐘民、黃美貞 | 不適用                     | 不適用                     | 2020年8月21日              | 2020年8月14日              | 2020年8月14日              |
| 第九季：沐天城篇                  |                                   |                                                           |                                              | |                            |                            |                            |                            |                            |
| 第一百二十二集                    | 不適用                            | 王昕                                                      | 不適用                                       | 張斯中、朱明傑 | 不適用                     | 不適用                     | 2020年12月11日             | 2020年12月11日             | 2020年12月11日             |
| 第一百二十三集                    | 不適用                            | 王昕                                                      | 不適用                                       | 不適用 | 不適用                     | 不適用                     | 2020年12月18日             | 2020年12月11日             | 2020年12月11日             |
| 第一百二十四集                    | 不適用                            | 王昕                                                      | 不適用                                       | 不適用 | 不適用                     | 不適用                     | 2020年12月25日             | 2020年12月18日             | 2020年12月18日             |
| 第一百二十五集                    | 不適用                            | 王昕                                                      | 梁真哲、李興洙、 李典鐘、金周錫              | 趙瑛來、金真英 黃美貞、田鐘民 | 不適用                     | 不適用                     | 2021年1月1日               | 2020年12月25日             | 2020年12月25日             |
| 第一百二十六集                    | 不適用                            | 王昕                                                      | 不適用                                       | 不適用 | 不適用                     | 不適用                     | 2021年1月8日               | 2021年1月1日               | 2021年1月1日               |
| 第一百二十七集                    | 不適用                            | 王昕                                                      | 梁真哲、李興洙 李典鐘、金周錫                | 趙瑛來、金真英 黃美貞、田鐘民 | 不適用                     | 不適用                     | 2021年1月15日              | 2021年1月8日               | 2021年1月8日               |
| 第一百二十八集                    | 不適用                            | 王昕                                                      | 林采德                                       | 林采德 李政勛、宋旻柱 | 不適用                     | 不適用                     | 2021年1月22日              | 2021年1月15日              | 2021年1月15日              |
| 第一百二十九集                    | 不適用                            | 王昕                                                      | 梁真哲、李興洙 姜一求、金周錫                | 趙瑛來、金真英 黃美貞、田鐘民 | 不適用                     | 不適用                     | 2021年1月29日              | 2021年1月22日              | 2021年1月22日              |
| 第一百三十集                      | 不適用                            | 王昕                                                      | 不適用                                       | 不適用 | 不適用                     | 不適用                     | 2021年2月5日               | 2021年1月29日              | 2021年1月29日              |
| 第一百三十一集                    | 不適用                            | 王昕                                                      | 梁真哲、李興洙 姜一求、金周錫                | 趙瑛來 金真英、田鐘民 | 不適用                     | 不適用                     | 2021年2月12日              | 2021年2月5日               | 2021年2月5日               |
| 第一百三十二集                    | 不適用                            | 王昕                                                      | 方承辰                                       | 金宗淑 崔允美、柳淵淑 | 不適用                     | 不適用                     | 2021年2月19日              | 2021年2月12日              | 2021年2月12日              |
| 第一百三十三集                    | 不適用                            | 王昕                                                      | 梁真哲 李興洙、姜一求 金周錫、安護載         | 趙瑛來、金真英 田鐘民、金宗淑 崔允美、柳淵淑 | 不適用                     | 不適用                     | 2021年2月26日              | 2021年2月19日              | 2021年2月19日              |
| 第十季：两生花篇                  |                                   |                                                           |                                              | |                            |                            |                            |                            |                            |
| 第一百三十四集                    | 不適用                            | 王昕                                                      | 不適用                                       | 不適用 | 不適用                     | 不適用                     | 不適用                     | 2021年3月26日              | 2021年3月26日              |
| 第一百三十五集                    | 不適用                            | 王昕                                                      | 不適用                                       | 不適用 | 不適用                     | 不適用                     | 不適用                     | 2021年3月26日              | 2021年3月26日              |
| 第一百三十六集                    | 不適用                            | 王昕                                                      | 李時旼                                       | 李政勛、宋旻柱 李美英、李美京 | 不適用                     | 不適用                     | 不適用                     | 2021年4月2日               | 2021年4月2日               |
| 第一百三十七集                    | 不適用                            | 王昕                                                      | 梁真哲 金周錫、白承灿                        | 趙瑛來 田鐘民、韓明熙 裘近英、朴惠蘭 | 不適用                     | 不適用                     | 不適用                     | 2021年4月9日               | 2021年4月9日               |
| 第一百三十八集                    | 不適用                            | 王昕                                                      | 不適用                                       | 不適用 | 不適用                     | 不適用                     | 不適用                     | 2021年4月16日              | 2021年4月16日              |
| 第一百三十九集                    | 不適用                            | 王昕                                                      | 方承辰                                       | 金宗淑、柳淵淑 | 不適用                     | 不適用                     | 不適用                     | 2021年4月23日              | 2021年4月23日              |
| 第一百四十集                      | 不適用                            | 王昕                                                      | 李時旼                                       | 李政勛 宋旻柱、李美京 | 不適用                     | 不適用                     | 不適用                     | 2021年4月30日              | 2021年4月30日              |
| 第一百四十一集                    | 不適用                            | 王昕                                                      | 不適用                                       | 不適用 | 不適用                     | 不適用                     | 不適用                     | 2021年5月7日               | 2021年5月7日               |
| 第一百四十二集                    | 不適用                            | 王昕                                                      | 不適用                                       | 不適用 | 不適用                     | 不適用                     | 不適用                     | 2021年5月14日              | 2021年5月14日              |
| 第一百四十三集                    | 不適用                            | 王昕                                                      | 梁真哲、金二星 李相民、鄭喆教                | 金真英、鄭炫守 牟貞姬、李相民 申載銀、南相太 | 不適用                     | 不適用                     | 不適用                     | 2021年5月21日              | 2021年5月21日              |
| 第一百四十四集                    | 不適用                            | 王昕                                                      | 李時旼、金海美                               | 李政勛、李美英 宋旻柱、李美京 | 不適用                     | 不適用                     | 不適用                     | 2021年5月28日              | 2021年5月28日              |
| 第一百四十五集                    | 不適用                            | 王昕                                                      | 不適用                                       | 不適用 | 不適用                     | 不適用                     | 不適用                     | 2021年6月4日               | 2021年6月4日               |
| 第十一季：无暮篇                  |                                   |                                                           |                                              | |                            |                            |                            |                            |                            |
| 第一百四十六集                    | 不適用                            | 王昕                                                      | 梁真哲、安護載                               | 趙源熙 | 不適用                     | 不適用                     | 2023年6月24日              | 2023年6月24日              | 2023年6月24日              |
| 第一百四十七集                    | 不適用                            | 王昕                                                      | 不適用                                       | 趙雪寧 陳盈伃、李龍海 | 不適用                     | 不適用                     | 不適用                     | 2023年6月24日              | 2023年6月24日              |
| 第一百四十八集                    | 不適用                            | 王昕                                                      | 不適用                                       | 趙雪寧、陳盈伃 吳曉蓉、劉玟萱 | 不適用                     | 不適用                     | 不適用                     | 2023年7月1日               | 2023年7月1日               |
| 第一百四十九集                    | 不適用                            | 王昕                                                      | 不適用                                       | 朱明傑、樊燕婷 張斯中、容洪 | 不適用                     | 不適用                     | 不適用                     | 2023年7月8日               | 2023年7月8日               |
| 第一百五十集                      | 不適用                            | 王昕                                                      | 不適用                                       | 不適用 | 不適用                     | 不適用                     | 不適用                     | 2023年7月15日              | 2023年7月15日              |
| 第一百五十一集                    | 不適用                            | 王昕                                                      | 不適用                                       | 不適用 | 不適用                     | 不適用                     | 不適用                     | 2023年7月22日              | 2023年7月22日              |
| 第一百五十二集                    | 不適用                            | 王昕                                                      | 不適用                                       | 朱明傑 樊燕婷、容洪 | 不適用                     | 不適用                     | 不適用                     | 2023年7月29日              | 2023年7月29日              |
| 第一百五十三集                    | 不適用                            | 王昕                                                      | 不適用                                       | 不適用 | 不適用                     | 不適用                     | 不適用                     | 2023年8月5日               | 2023年8月5日               |
| 第一百五十四集                    | 不適用                            | 王昕                                                      | 不適用                                       | 不適用 | 不適用                     | 不適用                     | 不適用                     | 2023年8月12日              | 2023年8月12日              |
| 第一百五十五集                    | 不適用                            | 王昕                                                      | 不適用                                       | 不適用 | 不適用                     | 不適用                     | 不適用                     | 2023年8月19日              | 2023年8月19日              |
| 第一百五十六集                    | 不適用                            | 王昕                                                      | 梁真哲、安護載                               | 趙源熙 | 不適用                     | 不適用                     | 不適用                     | 2023年8月26日              | 2023年8月26日              |
| 第一百五十七集                    | 不適用                            | 王昕                                                      | 不適用                                       | 不適用 | 不適用                     | 不適用                     | 不適用                     | 2023年9月2日               | 2023年9月2日               |
| 第十二季：镜花缘篇                |                                   |                                                           |                                              | |                            |                            |                            |                            |                            |
| 第一百五十八集                    | 不適用                            | 言覃貞、林檎 代昱航、趙大樹 章茗茗、陳來財 陳大蔥、秦鐘國 | 陳住氣、王曉亮 蔡多余、在線炒粉 小丁、許淵玄 | 夜璃喵、徐糊糊 張內普、馮杰斯 蔣將好、李三光 王甜甜、富友 蘭靜、鴨頭 時時、周亞                                                                          | 不適用                     | 不適用                     | 2024年8月3日               | 2024年8月3日               | 2024年8月2日               |
| 第一百五十九集                    | 不適用                            | 言覃貞、林檎 代昱航、趙大樹 章茗茗、陳來財 陳大蔥、秦鐘國 | 陳住氣、王曉亮 蔡多余、在線炒粉 小丁、許淵玄 | 夜璃喵、徐糊糊 張內普、馮杰斯 蔣將好、李三光 王甜甜、富友 蘭靜、鴨頭 時時、周亞                                                                          | 不適用                     | 不適用                     | 2024年8月10日              | 2024年8月3日               | 2024年8月2日               |
| 第一百六十集                      | 不適用                            | 言覃貞、林檎 代昱航、趙大樹 章茗茗、陳來財 陳大蔥、秦鐘國 | 陳住氣、王曉亮 蔡多余、在線炒粉 小丁、許淵玄 | 夜璃喵、徐糊糊 張內普、馮杰斯 蔣將好、李三光 王甜甜、富友 蘭靜、鴨頭 時時、周亞 白瑪雍措 Miyagaki Ayano Teruya Tomomi 王慶、HONG NHUNG 知萌傳媒、Dogwood | 不適用                     | 不適用                     | 2024年8月17日              | 2024年8月10日              | 2024年8月9日               |
| 第一百六十一集                    | 不適用                            | 言覃貞、林檎 代昱航、趙大樹 章茗茗、陳來財 陳大蔥、秦鐘國 | 陳住氣、王曉亮 蔡多余、在線炒粉 小丁、許淵玄 | 夜璃喵、徐糊糊 張內普、馮杰斯 蔣將好、李三光 王甜甜、富友 蘭靜、鴨頭 時時、周亞 白瑪雍措 Miyagaki Ayano Teruya Tomomi 王慶、HONG NHUNG 知萌傳媒、Dogwood | 不適用                     | 不適用                     | 2024年8月24日              | 2024年8月17日              | 2024年8月16日              |
| 第一百六十二集                    | 不適用                            | 言覃貞、林檎 代昱航、趙大樹 章茗茗、陳來財 陳大蔥、秦鐘國 | 陳住氣、王曉亮 蔡多余、在線炒粉 小丁、許淵玄 | 夜璃喵、徐糊糊 張內普、馮杰斯 蔣將好、李三光 王甜甜、富友 蘭靜、鴨頭 時時、周亞 白瑪雍措 Miyagaki Ayano Teruya Tomomi 王慶、HONG NHUNG 知萌傳媒、Dogwood | 不適用                     | 不適用                     | 2024年8月31日              | 2024年8月24日              | 2024年8月23日              |
| 第一百六十三集                    | 不適用                            | 言覃貞、林檎 代昱航、趙大樹 章茗茗、陳來財 陳大蔥、秦鐘國 | 陳住氣、王曉亮 蔡多余、在線炒粉 小丁、許淵玄 | 夜璃喵、徐糊糊 張內普、馮杰斯 蔣將好、李三光 王甜甜、富友 蘭靜、鴨頭 時時、周亞 白瑪雍措 Miyagaki Ayano Teruya Tomomi 王慶、HONG NHUNG 知萌傳媒、Dogwood | 不適用                     | 不適用                     | 2024年9月7日               | 2024年8月31日              | 2024年8月30日              |
| 第一百六十四集                    | 不適用                            | 言覃貞、林檎 代昱航、趙大樹 章茗茗、陳來財 陳大蔥、秦鐘國 | 陳住氣、王曉亮 蔡多余、在線炒粉 小丁、許淵玄 | 夜璃喵、徐糊糊 張內普、馮杰斯 蔣將好、李三光 王甜甜、富友 蘭靜、鴨頭 時時、周亞 白瑪雍措 Miyagaki Ayano Teruya Tomomi 王慶、HONG NHUNG 知萌傳媒、Dogwood | 不適用                     | 不適用                     | 2024年9月14日              | 2024年9月7日               | 2024年9月6日               |
| 第一百六十五集                    | 不適用                            | 言覃貞、林檎 代昱航、趙大樹 章茗茗、陳來財 陳大蔥、秦鐘國 | 陳住氣、王曉亮 蔡多余、在線炒粉 小丁、許淵玄 | 夜璃喵、徐糊糊 張內普、馮杰斯 蔣將好、李三光 王甜甜、富友 蘭靜、鴨頭 時時、周亞 白瑪雍措 Miyagaki Ayano Teruya Tomomi 王慶、HONG NHUNG 知萌傳媒、Dogwood | 不適用                     | 不適用                     | 2024年9月21日              | 2024年9月14日              | 2024年9月13日              |
| 第一百六十六集                    | 不適用                            | 言覃貞、林檎 代昱航、趙大樹 章茗茗、陳來財 陳大蔥、秦鐘國 | 陳住氣、王曉亮 蔡多余、在線炒粉 小丁、許淵玄 | 夜璃喵、徐糊糊 張內普、馮杰斯 蔣將好、李三光 王甜甜、富友 蘭靜、鴨頭 時時、周亞 白瑪雍措 Miyagaki Ayano Teruya Tomomi 王慶、HONG NHUNG 知萌傳媒、Dogwood | 不適用                     | 不適用                     | 2024年9月28日              | 2024年9月21日              | 2024年9月20日              |
| 第一百六十七集                    | 不適用                            | 言覃貞、林檎 代昱航、趙大樹 章茗茗、陳來財 陳大蔥、秦鐘國 | 陳住氣、王曉亮 蔡多余、在線炒粉 小丁、許淵玄 | 夜璃喵、徐糊糊 張內普、馮杰斯 蔣將好、李三光 王甜甜、富友 蘭靜、鴨頭 時時、周亞 白瑪雍措 Miyagaki Ayano Teruya Tomomi 王慶、HONG NHUNG 知萌傳媒、Dogwood | 不適用                     | 不適用                     | 2024年10月5日              | 2024年9月28日              | 2024年9月27日              |
| 第十三季：黄风岭篇                |                                   |                                                           |                                              | |                            |                            |                            |                            |                            |
| 第一百六十八集                    | 黄风岭篇共16集，敬請期待。        | 黄风岭篇共16集，敬請期待。                                | 黄风岭篇共16集，敬請期待。                   | 黄风岭篇共16集，敬請期待。 | 黄风岭篇共16集，敬請期待。 | 黄风岭篇共16集，敬請期待。 | 黄风岭篇共16集，敬請期待。 | 黄风岭篇共16集，敬請期待。 | 黄风岭篇共16集，敬請期待。 |

#### 日語版
狐妖小紅娘日語版第一季由2017年7月1日至當年12月16日於東京都會電視台播出。第一季把中文版的1至48集整合，共24集。
| 話数   | 標題   | 中文翻譯標題       | 分鏡                        | 演出                          | 作画監督                             | 對應中文版集数          | 首播日期       |
| 砂雪篇 | 砂雪篇 | 砂雪篇             | 砂雪篇                      | 砂雪篇                        | 砂雪篇                               | 砂雪篇                  | 砂雪篇         |
| ------ | ------ | ------------------ | --------------------------- | ----------------------------- | ------------------------------------ | ----------------------- | -------------- |
| 第1話  |        | 狐妖苏苏           | 王昕、刘北                  | 黄一振、申起澈                | 金奉德、赵瑛来 金荣范、李慜培        | 第一集 - 第三集         | 2017年7月1日   |
| 第2話  |        | 复苏的记忆         | 王昕、方承辰                | 申起澈、林承鋒                | 金奉德、林承鋒                       | 第三集 - 第五集         | 2017年7月8日   |
| 第3話  |        | 起誓的宝物         | 王昕                        | 方承辰                        | 金奉德、赵瑛来                       | 第五集 - 第六集         | 2017年7月15日  |
| 第4話  |        | 各自的思念         | 王昕、方承辰                | 方承辰 林承鋒、申起澈         | 金奉德、金荣范 赵瑛来、林承鋒        | 第六集 - 第八集         | 2017年7月22日  |
| 第5話  |        | 受伤的心           | 王昕 方承辰、董易           | 申起澈、方承辰 金禧江、吳銀洙 | 赵瑛来、金奉德 金荣范、韩正履        | 第八集 - 第十集         | 2017年7月29日  |
| 第6話  |        | 误会的真相         | 王博 方承辰、明佳瑛         | 方承辰                        | 赵瑛来 金奉德、韩正履                | 第十一集 - 第十三集     | 2017年8月5日   |
| 王權篇 |        |                    |                             |                               |                                      |                         |                |
| 第7話  |        | 转生之书           | 王昕、方承辰                | 印太善 申起澈、申昌燮         | 韩正履、赵瑛来 金奉德、牟贞姬        | 第十四集 - 第十六集     | 2017年8月12日  |
| 第8話  |        | 虚空之泪           | 王昕                        | 申起澈、金大勋                | 赵瑛来 金奉德、林真煜                | 第十六集 - 第十七集     | 2017年8月19日  |
| 第9話  |        | 王权富贵           | 朴志缘 方承辰、王昕         | 元昌喜 申起澈、金大勋         | 崔昞熙 韩正履、金大勋                | 第十八集 - 第二十集     | 2017年8月26日  |
| 第10話 |        | 王权之剑           | 王昕                        | 金大勋、洪凤均                | 金大勋 赵瑛来、金奉德                | 第二十集 - 第二十一集   | 2017年9月2日   |
| 第11話 |        | 东方月初           | 王昕                        | 洪凤均 吴银沫、金祈南         | 赵瑛来、金奉德 韩正履、张喜圭        | 第二十二集 - 第二十三集 | 2017年9月9日   |
| 第12話 |        | 南国公主           | 方承辰、权五炫 朴志缘、王昕 | 申起澈、崔钟基 李富熙、张喜圭 | 赵瑛来、金奉德 林真煜、金祈南        | 第二十四集 - 第二十六集 | 2017年9月16日  |
| 月紅篇 |        |                    |                             |                               |                                      |                         |                |
| 第13話 |        | 绝对零域           | 王昕、方承辰                | 张喜圭、吴银沫                | 金祈南 韩正履、赵瑛来                | 第二十六集 - 第二十八集 | 2017年9月30日  |
| 第14話 |        | 金面火神           | 王昕                        | 申起澈 廉京德、趙俊英         | 赵瑛来 李时旼、牟貞姬                | 第二十八集 - 第三十集   | 2017年10月7日  |
| 第15話 |        | 东方灵族的血       | 王昕、車东释                | 趙俊英 韩正履、申起澈         | 牟貞姬、韩正履 赵瑛来、李时旼        | 第三十集 - 第三十二集   | 2017年10月14日 |
| 第16話 |        | 东方月初的选择     | 王昕、車东释                | 申起澈                        | 赵瑛来、李时旼                       | 第三十二集 - 第三十三集 | 2017年10月21日 |
| 第17話 |        | 向苦情树许下的誓言 | 王昕 李东益、方承辰         | 徐圣钟 廉京德、韩正履         | 韩永勋、赵瑛来 李时旼、韩正履        | 第三十三集 - 第三十五集 | 2017年10月28日 |
| 第18話 |        | 红红的秘密         | 方承辰、赵俊英              | 韩正履、赵俊英                | 韩正履、牟貞姬                       | 第三十五集 - 第三十六集 | 2017年11月4日  |
| 第19話 |        | 心里的伤痕         | 王昕、成百烨                | 廉京德 申起澈、金明贤         | 李时旼、赵瑛来 李東益、许亨准        | 第三十七集 - 第三十九集 | 2017年11月11日 |
| 第20話 |        | 七夕的计划         | 王昕、朴智妍                | 金明贤、韩正履                | 许亨准 韩正履、赵瑛来                | 第三十九集 - 第四十集   | 2017年11月18日 |
| 第21話 |        | 北山妖帝的目标     | 王昕、朴智妍 李東益、崔訓哲 | 赵瑛来 韩正履、金明賢         | 牟貞姬 鄭貞洙、徐正德                | 第四十一集 - 第四十三集 | 2017年11月25日 |
| 第22話 |        | 虚空之泪VS虚空之泪 | 崔訓哲、王昕                | 金昌貴、金明賢                | 許亨准 赵瑛来、徐正德                | 第四十三集 - 第四十五集 | 2017年12月2日  |
| 第23話 |        | 破坏之王 北山妖帝  | 崔訓哲 王昕、方承辰         | 梁真哲 金二星、金成一         | 李时旼 赵瑛来、徐正德 金二星、嚴翼铉 | 第四十五集 - 第四十七集 | 2017年12月9日  |
| 第24話 |        | 苏苏的梦想         | 崔訓哲 王昕、成百烨         | 韩正履、金明贤                | 韩正履 鄭賢洙、李東旭                | 第四十七集 - 第四十八集 | 2017年12月16日 |

### 劇場版
2020年12月4日發布網路動畫電影「狐妖小紅娘月紅貳」的宣傳海報及PV，並於2021年3月6日舉辦电影线下超前点映会。2021年8月4日官方新浪微博發布電影定檔8月14日於騰訊視頻獨家播出。

#### 劇情
《月红2》是《狐妖小红娘》系列首部特别篇动画，以东方月初和涂山红红为主角，将揭秘五百年前，东方月初和涂山红红大战背后的故事。
五百年前，少年东方月初误入涂山，在涂山以“低等下人”著称生活。几年后，东方月初为了完成涂山红红的心愿——人妖和平相处，执意离开涂山前去一气道盟，并成为盟主，但就在看上去一切都在稳定发展中，危险也在慢慢降临……
东方月初在离开涂山之后究竟做了什么？二人为何进行生死决斗？这一切的幕后黑手是谁，其阴暗的目的又是什么？这一切的答案都将在七夕这一天揭晓。

#### 主題曲
主題曲「转轮」
作詞：大九_LN，作曲、編曲：滝泽俊辅，主唱：勻子
片尾曲「白月花红」
作詞、作曲：阿池、熊不困，編曲：张宗炜，主唱：李宏毅

## 手機遊戲
由腾讯游戏的北極光工作室自主研发，首款全3D、国风、二次元题材的回合制MMORPG手游。游戏使用Unity3D引擎进行开发。遊戲於2019年10月31日上線。上线第一天就占据了App Store免费游戏排行榜的第一名，并进入畅销榜的第23名。但因游戏的建模和特效都略显粗糙，视觉的直接观感很差，剧情缺少代入感等原因导致口碑下滑。 2023年4月11日官方發布停服公告，將於2023年6月16日停止游戏运营。

### 主題曲
《前世今生》
2019年10月31日於QQ音樂發布“手遊主題曲《前世今生》”。

### 角色歌曲
《苏苏的愿望》
2018年6月24日於北京中华世纪坛剧场舉辦“狐妖小红娘三周年粉絲見面會”，首曝宅舞《苏苏的愿望》，並於2018年7月27日正式發布MV。
《土狗之歌》
2018年10月21日於深圳世界之窗舉辦“腾讯动漫2018国漫演唱会”，首曝梵云飞角色曲《土狗之歌》，並於2018年10月31日正式發布MV。
《小蠢货》
2019年10月28日於QQ音樂發布“苏苏篇《小蠢货》”，並於2019年11月10日正式發布MV。
《不醉》
2019年10月29日於QQ音樂發布“月红角色曲《不醉》”，並於2019年11月10日正式發布MV。
《不殺》
2019年10月30日於QQ音樂發布“权瞳角色曲《不殺》”，並於2019年11月14日正式發布MV。

## 電視劇
2020年6月19日騰訊影業攜手愛奇藝和恒星引力影视传媒共同出品的“国漫女频第一IP”《狐妖小红娘》正式启动制作真人版剧集——《涂山小红娘》将以“月红篇”和“王权篇”两部单独的系列剧集呈现，每部剧集将讲述不同的故事，进一步展现人妖之间的情感纠葛。2021年6月13日腾讯新丽阅文2021年度发布会宣布启动《竹叶篇》的影视化改编。

### 月红篇
《狐妖小紅娘·月紅篇》由麥貫之、杜林執導，共36集，於2024年5月23日在愛奇藝播出。講述了人與妖衝突不斷的世界中，塗山狐族心懷大義的大當家塗山紅紅一心冀望兩方的平等和和平，為此，她攜手人族東方家族遺孤東方月初，開啟促成締結人和妖之間的情緣任務，以此抵抗侵蝕庇護塗山上下的苦情樹的暗黑力量，瓦解挑撥人和妖之間矛盾的暗黑勢力。

#### 演員
本篇
- 涂山红红：杨幂
- 东方月初：龚俊
- 涂山雅雅：郭晓婷
- 傲来国三少：魏哲鸣
- 涂山容容：胡连馨
- 石姬：温峥嵘
- 费管家：范明
- 涂山不醉：梁超
- 金人凤：黄志玮
- 涂山美美：李宇皓
- 付澄：洪潇
- 东方洛：冯筱童

御妖国情缘
- 布泰：祝绪丹
- 石宽：杨仕泽[55]

千颜情缘
- 律笺文：陈瑶
- 颜如玉：茅子俊

尾生情缘
- 月啼暇：陈都灵
- 胡尾生：张凌赫

### 竹业篇
《狐妖小紅娘·竹業篇》講述了兩大家族東方家和王權家的掌舵人東方淮竹、王權弘業因一場意外相識，許下「七月初七，淮水竹亭」的約定，與各路夥伴一起走上重振一氣盟，共同努力安定局勢的道路，就此展開了一段互相救贖的故事。

#### 演員
- 东方淮竹：刘诗诗[56]
- 王權弘業：張雲龍[56]
- 王權醉：吳宣儀[56]
- 楊一嘆：翟瀟聞[56]
- 東方秦蘭：沈月[56]
- 張正：丁禹兮[56]
- 楊雁：章若楠[56]
- 青木媛：孟子義[56]
- 翠玉鳴鸞：周潔瓊[56]

### 王权篇
《狐妖小紅娘·王權篇》講述了王權富貴與清瞳之間的愛恨糾葛。王權富貴，作為王權世家的最強者，被家族作為道門兵人培養，卻在命運的安排下與清瞳相遇，兩人在相處中逐漸產生了深厚的感情。

#### 演員
- 王權富貴：成毅
- 清瞳：李一桐

## 獲獎記錄
- 第12屆金龍獎最佳動畫系列片銅獎。
- 中国国际漫画节金龙奖“2017年度最佳漫画”。[57][58]
- 2017二次元节封神盛典获得“最具粉丝号召力2D动画作品”[59]
- 中国游戏风云榜“年度人气漫画”大奖。[58]
- 第三届金数娱奖暨2018中国文娱产业杰出作品。[58]
- 2018中国文娱产业最佳原创作品奖。[58]
- 第二届“星耀分享·虚拟明星时尚盛典”涂山苏苏获得中国虚拟偶像魅力奖。[58][60]
- 2018年度卓越原创作品奖。[61]

## 备注
1. ↑  僅添加於於第六季正片後
2. ↑  第六季起改由騰訊視頻VIP獨播，當季更新期間開放免費觀看且騰訊視頻VIP會員可搶先看一集，當季完結一週後恢復成騰訊視頻VIP會員才能觀看。
3. ↑  第十二季騰訊視頻SVIP會員可提早16小時觀看最新一集。[23]
4. ↑  本季漫畫設定於下沙篇及王權篇之間，動畫將設定調整為在南國篇後並融入部分蛭妖篇沐天城篇劇情。
5. ↑  本季原本應該叫《边境篇》，官方新浪微博於2020年2月4日表示：“因为《边境篇》内容较多，全篇制作完成后再播放的话需要等待相当长的一段时间。为了能早日让红线仙们看上热乎的动画，我们对内容进行了分割，因此会产生类似《金晨曦篇》这样的小标题，希望大家理解！”[24]
6. ↑  本季取消更新期間開放的免費觀看，需騰訊視頻VIP會員才能觀看
7. ↑  本季更新期間僅開放第一集免費觀看，需騰訊視頻VIP會員才能觀看本季剩餘集數
8. ↑  2017年9月23日暫停播出，原因待補